# Paul Reeves
Pour les articles homonymes, voir Reeves.
Paul Reeves, né le 6 décembre 1932 à Wellington et mort le 14 août 2011 à Auckland, est un ecclésiastique et homme d'État néo-zélandais. Archevêque de Nouvelle-Zélande de 1980 à 1985, il est par la suite le 15e gouverneur général de Nouvelle-Zélande de 1985 à 1990.

## Éducation
Reeves fait ses études au Wellington College et au Victoria College (université Victoria de Wellington), où il obtient une maîtrise en arts en 1956. Il poursuit ses études pour être ordonné dans l'église anglicane d'Aotearoa, Nouvelle-Zélande et Polynésie au St John's College d'Auckland, obtenant une licence en théologie en 1958.

## Ministère en tant que diacre et prêtre
Reeves est ordonné diacre en 1958. Après avoir été brièvement vicaire à Tokoroa, il passe les années 1959 à 1964 en Angleterre. De 1959 à 1961, il est étudiant de niveau avancé au St Peter's College (BA 1961, MA 1965) ainsi que vicaire adjoint à l'église St Mary the Virgin de l'université d'Oxford. Ordonné prêtre en 1960, il dessert deux cures en Angleterre, d'abord à Kirkley (1961-1963) puis à Lewisham St Mary (1963-1964).
De retour en Nouvelle-Zélande, Reeves devient vicaire d'Okato (1964-1966), maître de conférences en histoire de l'Église au collège St John à Auckland (1966-1969) et directeur de l'éducation chrétienne pour le diocèse anglican d'Auckland (1969-1971).

## Ministère en tant qu'évêque, archevêque et primat
Consacré évêque de Waiapu en 1971, Reeves est ensuite évêque d'Auckland de 1979 à 1985, archevêque et primat de Nouvelle-Zélande de 1980 à 1985, ainsi que président du Conseil national des Églises de Nouvelle-Zélande (1984-1985).

### Carrière politique
Président du Conseil de l'environnement (1974-76), il est partisan de Citizens for Rowling (la campagne pour la réélection du Premier ministre travailliste Bill Rowling) en 1975.

#### République de Nouvelle-Zélande
En 2004, Reeves fait une déclaration en faveur d'une République de Nouvelle-Zélande, en déclarant dans une interview, «... si renoncer à ses titres de chevaleries était un préalable pour être un citoyen d'une république, je pense que cela en vaudrait la peine".

## Gouverneur général

### Nomination
Sur les conseils du Premier ministre David Lange, la reine Élisabeth II nomme Reeves gouverneur général de Nouvelle-Zélande et celui-ci prend ses fonctions le 22 novembre 1985. Sa nomination est alors accueillie avec un certain scepticisme en raison de son précédent engagement politique pour Citizens for Rowling, de son opposition à la tournée de l'équipe d'Afrique du Sud de rugby à XV en 1981 et de son statut d'évêque anglican. Le chef de l'opposition, Jim McLay s'oppose à cette nomination pour ces motifs, affirmant « qu'un prêtre ordonné ne pouvait remplir ce rôle constitutionnel ». Cependant, de nombreux groupes maoris saluent cette nomination, notamment James Henare affirmant que « C'était un fruit du traité de Waitangi pour voir une personne de notre peuple ». Il est jusqu'à présent le seul ecclésiastique à avoir occupé le poste. Par ailleurs, en tant que membre du hapu Puketapu de la tribu Te Atiawa du Taranaki, il est le premier gouverneur général au moins partiellement d'ascendance maorie (mais non le premier à parler couramment la langue maorie).

### Mandat
Durant son mandat, Paul Reeves rejoint l'association des résidents de Newtown dont il invite les membres à visiter Government House à Wellington. Il accueille les visiteurs lors de la première journée portes ouvertes à Government House, le 7 octobre 1990. Le premier officier des affaires publiques, Cindy Beavis, est même chargé par lui de promouvoir le rôle du gouverneur général.
Reeves demeure en fonctions jusqu'au 20 novembre 1990. Il est remplacé par Dame Catherine Tizard.

### Controverses
Durant son mandat, le quatrième gouvernement travailliste apporte des changements radicaux à l'économie néo-zélandaise, connus plus tard sous le nom de Rogernomics. En novembre 1987, Reeves critique le Rogernomics, affirmant que les réformes allaient créer « une société de plus en plus stratifiée ». Rappelé à l'ordre pour ces commentaires par le Premier ministre Lange, il n'en déclare pas moins en mai 1988 « .. . l'esprit du marché vole la vie des personnes vulnérables, mais l'esprit de Dieu donne la vie à tous ». Reeves se souviendra plus tard que ce sujet marqua une « croisée des chemins » avec le gouvernement.
Il a également rappelé « J'ai eu un peu l'impression d'être laissé seul et j'ai senti que j'avais besoin d'être pris dans une boucle de plus, ou être pris au sérieux ». Reeves écrit à la reine sans recevoir de réponse et déclare : « J'avais l'habitude d'écrire à la reine et d'exprimer mon opinion au sujet de ce qui se passait dans le pays et je n'attendais pas de réponse directe d'elle, mais j'avais toujours une longue réponse de son secrétaire privé qui exprimait son point de vue ».
Lors d'une visite d’État au Vanuatu en 1989, Reeves est invité à tuer un cochon lors d'une cérémonie, créant la controverse, car il avait été patron de la Société royale de Nouvelle-Zélande pour la prévention de la cruauté sur les animaux,.

## Retraite
Après sa retraite, il devient observateur du Conseil consultatif anglican aux Nations unies à New York (1991-1993) et adjoint à l’évêque de New York (1991-1994). De 1994 à 1995, il sert brièvement en tant que doyen de Te Whare Wananga o Te Kahikatea Rau (le collège théologique de Te Pihopatanga Aotearoa o, et membre constitutif du St John's College. Il est aussi chef adjoint du groupe d'observateurs du Commonwealth en Afrique du Sud, président du Nelson Mandela Trust, et invité comme professeur de relations internationales à l'université d'Édimbourg.
Président de la commission de révision constitutionnelle des Fidji de 1995 à 1997, avec pour adjoints Tomasi Vakatora et Brij Lal, il obtient la réadmission des Fidji dans le Commonwealth, jusqu'à sa suspension en 2000. Le 12 décembre 2007, des révélations dans la presse signalent que Reeves a été engagé dans des « pourparlers secrets » pour résoudre la longue crise politique aux Fidji, après le coup d'État de 2006.
À la création de l'université technologique d'Auckland en 2000, il en devient le premier chancelier et le demeure jusqu'en 2011.
En juillet 2011, Reeves annonce qu'on lui avait diagnostiqué un cancer, il renonce alors à l'ensemble de ses responsabilités publiques. Il meurt le 14 août 2011 à l'âge de 78 ans